# Монік Франк
Монік Патрісія Антуанетта Франк (Monique Patricia Antoinette Frank) (* 1945) — нідерландський дипломат. Надзвичайний і Повноважний Посол Королівства Нідерландів в Україні (2001—2005).

## Життєпис
Народилася у 1945 р. в м. Гаага. У 1970 закінчила Лейденський університет;
З 1970 по 1985 — співробітник посольств Нідерландів у Канаді, Швейцарії, Ізраїлі, Постійному представництві Нідерландів при ООН, центральному апараті МЗС Нідерландів;
З 1985 по 1989 — радник Посольства Нідерландів у Туреччині;
З 1989 по 1993 — директор департаменту консульської служби МЗС Нідерландів;
З 1993 по 1997 — Надзвичайний і Повноважний Посол Королівства Нідерландів у Румунії;
З 1997 по 2001 — Надзвичайний і Повноважний Посол Королівства Нідерландів у В'єтнамі;
З 2001 по 2005 — Надзвичайний і Повноважний Посол Королівства Нідерландів в Україні.
З 2005 року — була Надзвичайним і Повноважним Послом Королівства Нідерландів при Святому Пристолі.